# Канозерский заказник
Кано́зерский зака́зник — государственный природный заказник федерального подчинения на Кольском полуострове Мурманской области.

## Расположение
Расположен в южной части полуострова на территории Кировского и Терского районов между озёрами Канозеро и Мунозеро. Северная граница — от устья реки Муна на восток её правым берегом до истока, далее на юг западным берегом Мунозера и на восток его южным берегом до юго-восточной оконечности, далее по условной прямой на восток до точки пересечения с автодорогой Умба — Восточное Мунозеро, восточная граница — от точки пересечения условной прямой автодороги Умба — Восточное Мунозеро по автодороге на юг до деревни Вельмежка, южная граница — от Вельмежки на запад правым берегом реки Вяла до пересечения с южной границей квартала 112 Вялозерского лесничества Терского лесхоза, далее на запад по южным границам кварталов 112, 111, 110, 109 до озера Пончозеро, затем на север восточным берегом Пончозера до устья реки Кица и на юг западным берегом озера до реки Умба, далее на юг левым берегом Умбы до устья Низьмы, западная граница — от устья Низьмы на север правым берегом Низьмы до реки Родвинга, далее правым берегом Родвиньги до озера Канозеро, затем на север восточным берегом Канозера до устья Муны. Площадь заказника — 656,6 км² по официальным бумагам и 666,7 по карте.

## Описание
Заказник образован 23 августа 1989 года решением Мурманского облисполкома номер 286. В его цели входит: охрана редких и представляющих хозяйственный и культурный интерес животных, проведение научно-исследовательских работ и мероприятий по сохранению животного мира заказника, сохранение общего экологического баланса заказника. За охрану отвечает управление охотничьего хозяйства Мурманской области.
На охраняемой земле запрещено охотиться, рыбачить, собирать ягоды и грибы. Туризм и проезд по заказнику разрешены только с разрешения администрации.
Главные объекты охраны: из птиц — глухарь, тетерев и куропатка, из зверей — лось, дикий северный олень, бурый медведь, росомаха, норка, горностай, выдра, куница и ондатра. Растительность заказника представлена таёжными лесами, преимущественно сосновыми, реже еловыми, встречающимися в районе Печозера. Территория сильно заболочена, более четверти заказника занимают болотные комплексы. Распространена кладония (в основном кладония вильчатая) и сфагновые мхи в районах болот. Растительность Канозерского заказника изучена сравнительно слабо.

## Климат
В феврале минимальная температура — − 40 °С, в июле максимальная температура — 30 °С. За год выпадает 450—500 мм осадков.